# Toner

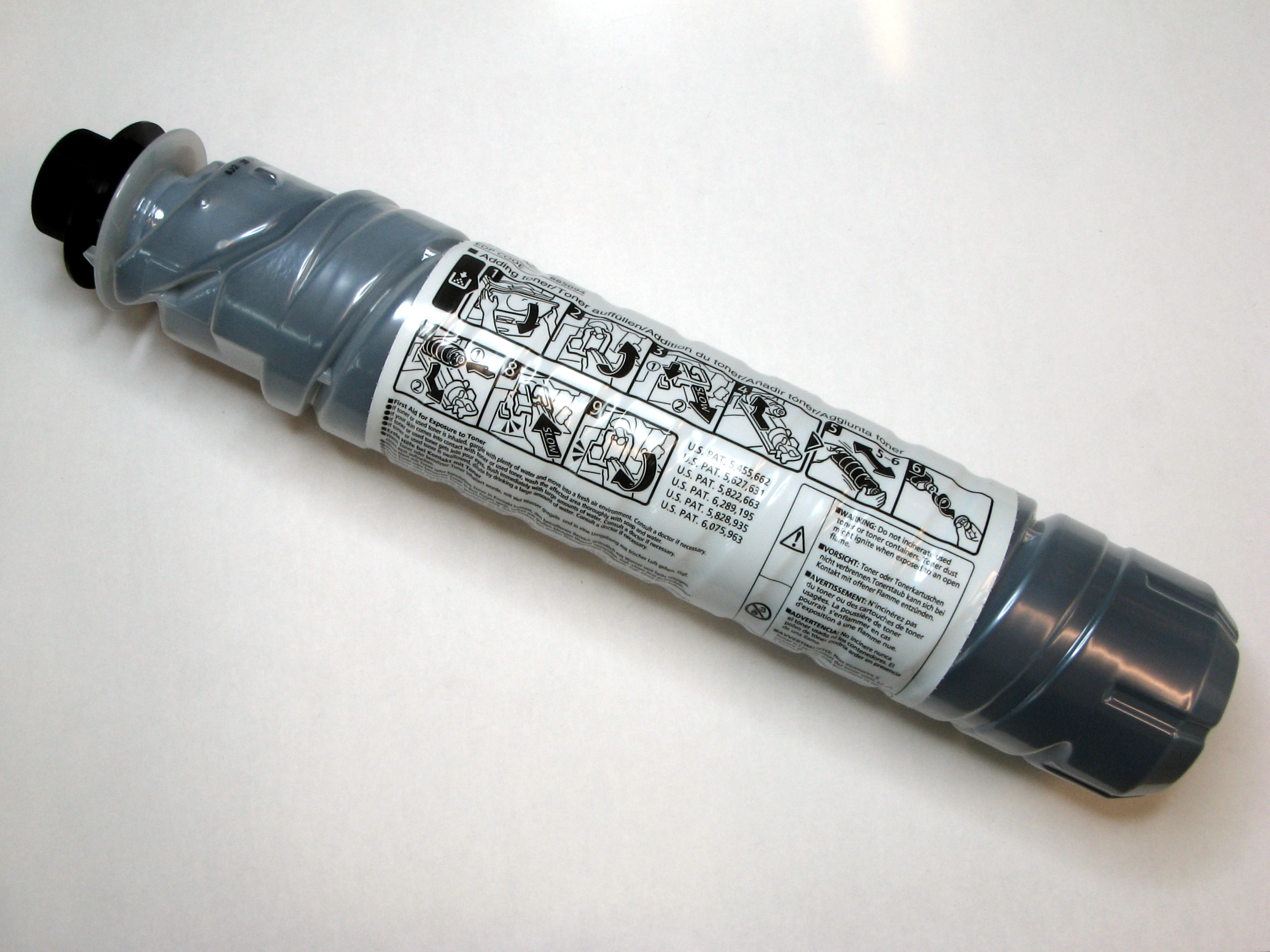
Contenitore di toner nero

Il toner è un pigmento costituito da una polvere finissima contenente particelle di carbone, ossidi di ferro e resina, usato nelle stampanti laser, nelle fotocopiatrici e nei fax. Viene depositato da un tamburo sul foglio da stampare sfruttando un caricamento elettrico di segno opposto tra foglio e pigmento; successivamente, passando attraverso un riscaldatore, viene fuso e si imprime sulla carta andando a costituire il testo e le immagini stampate. Le cartucce di stampa per le stampanti correnti sono disponibili nei colori ciano, magenta, giallo e nero (CMYK).

## Composizione, dimensioni e produzione

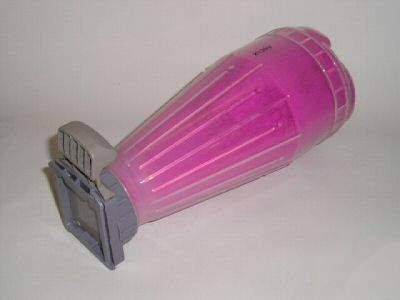
Cartuccia di toner a colori

In origine era essenzialmente composto da polvere di carbone ma successivamente, per migliorarne le prestazioni, alle particelle carboniose è stato mescolato un polimero, la cui composizione varia da un produttore all'altro. Solitamente si tratta di un copolimero stirene acrilato, una resina poliestere o alcuni altri polimeri speciali. La formulazione esatta che varia da produttore a produttore e anche da macchina a macchina ed è generalmente brevettata.
Originariamente la dimensione delle particelle del toner era mediamente di 14–16 µm o più. Per migliorare la risoluzione dell'immagine la dimensione delle particelle venne ridotta fino a raggiungere la risoluzione di circa 8–10 µm per 600 DPI. Riduzioni ulteriori della dimensione delle particelle sono ricercate mediante l'applicazione di nuove tecnologie come emulsione-aggregazione. I produttori di toner mantengono standard di controllo della qualità per controllare la distribuzione della dimensione delle particelle, allo scopo di produrre una polvere adatta all'uso nelle loro stampanti.
Tradizionalmente il toner è stato prodotto miscelando gli ingredienti e creando un blocco che veniva rotto o trasformato in palline, successivamente trasformate in una polvere fine con un mulino a getto d'aria. Questo processo produce granuli di toner di dimensioni variabili e forma asferica. Per produrre polveri ancora più fini alcune ditte usano un processo chimico per crescere particelle di toner da reagenti molecolari. Questo processo risulta in particelle di toner di dimensioni e forme più uniformi, che permetto una riproduzione dei colori più accurata e un uso del toner più efficiente.
Per inserire in maniera ordinata il pigmento nero o colorato (carbone, polimero, poliestere) entra nel processo l'ossido di ferro, il quale, sensibile al magnetismo indotto in punti precisi del foglio di carta, viene disposto e successivamente fuso dal calore del forno fusore (si veda xerografia) attaccandosi alle fibre della carta.
Le prime macchine avevano un'apertura in cui il toner doveva essere versato da una bottiglia; oggigiorno invece si utilizzano cartucce pre-confezionate che includono il toner, i meccanismi per la sua distribuzione e a volte il tamburo fotosensibile. Queste cartucce, una volta esaurite, devono essere smaltite oppure possono essere rigenerate da aziende specializzate.

## Rischi per la salute

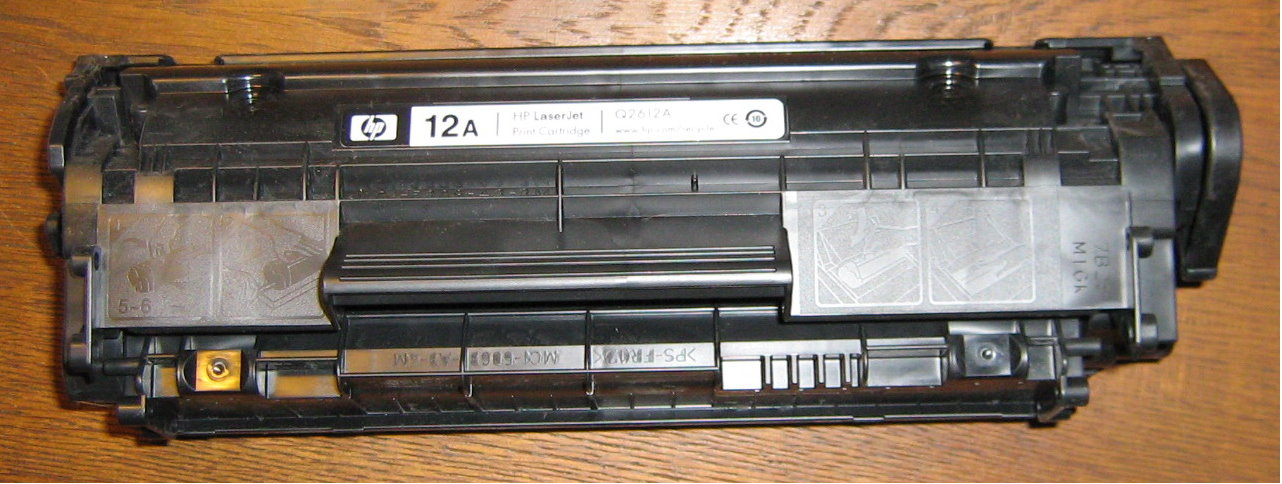
Cartuccia di toner

I consumabili dell'attività di stampa, il toner e la carta, unitamente ai gas già presenti nell'ambiente, vengono elaborati nell'apparato di stampa che rilascia, come conseguenza dei processi fotochimici, delle alte temperature, del magnetismo e delle radiazioni, impliciti nella tecnologia di stampa laser:
- Composti organici volatili[4][5]
- Particolato con particelle di dimensioni che possono andare da 1 fino a 1/10 di µm (e recentemente rilevate fino a 23/1000 di micron[6])
- Ozono[5]
- Selenio[5]

I principali istituti nazionali e internazionali di riferimento sui temi occupazionali della sicurezza sul lavoro si sono occupati del problema dell'inquinamento prodotto da questa tecnologia e hanno emanato linee guida, ponendo per ogni sostanza eventualmente rilevata nei luoghi di lavoro dei limiti di concentrazione in ambiente chiuso (Threshold Limit Value). Le concentrazioni di inquinanti andrebbero rilevate con apposite apparecchiature nei luoghi di lavoro o valutate in base agli studi esistenti in materia.
Il metodo scientifico della valutazione degli inquinanti negli ambienti chiusi, simula in un ambiente tecnico, privo di emissioni proprie, le medesime condizioni che si riscontrano ad esempio in un ufficio: vengono registrati i valori dei principali inquinanti ambientali, prima, durante, e dopo la stampa e ripetendo le misurazioni per ogni diverso modello di stampante.
Il laboratorio Idoortron presso il Centro Comune di Ricerche della Commissione Europea a Ispra ad esempio ha prodotto diverse ricerche in merito, per esempio vedi l'articolo Lo smog in una stanza su Newton di marzo 2004.